# Роттердам — Антверпен (етиленопровід)
Роттерда́м — Антве́рпен (етиленопровід) — продуктопровід компанії Shell для транспортування етилену між Нідерландами та Бельгією.
З 1967-го та 1973 років в околицях Роттердама діяли два піролізні майданчики компанії Shell — у Пернісі (закрився на початку 1980-х) та Мурдейку. Вони були пов'язані як між собою, так і з антверпенським олефіновим хабом (де, зокрема, бере початок етиленопровід ARG), для чого проклали два трубопроводи діаметром по 150 мм, розраховані на робочий тиск у 10 МПа. Станом на середину 2000-х обидва вони призначались для транспортування етилену. При цьому з 2003-го одна нитка була передана у довгострокову оренду в межах проекту етиленопроводу RC-2.